# Hugues Bayet
Pour les articles homonymes, voir Bayet (homonymie).
Hugues Bayet, né le 12 avril 1975 à Dinant, est un homme politique belge, membre du Parti socialiste (PS). Il est bourgmestre de Farciennes depuis le 4 décembre 2006 et député fédéral depuis le 26 mai 2019. Il exerce également les fonctions de député à la Région wallonne et à la Fédération Wallonie-Bruxelles de juin 2009 à mai 2014, ainsi que de député européen de mai 2014 à mai 2019.

## Biographie

### Formation et début de carrière
Hugues Bayet nait le 12 avril 1975 à Dinant et, après avoir terminé ses études secondaires à l'Institut Saint-Joseph de Châtelet, effectue des études en Sciences économiques et sociales. Il est licencié en sciences du travail de l'Université libre de Bruxelles en 1999.
En parallèle de ses études, il est actif dans le monde associatif et le secteur de la jeunesse. En 1995, il fonde à Farciennes l’association sans but lucratif OxyJeunes qui connaît un développement significatif et s'étend à travers la Wallonie. Il occupe également plusieurs fonctions au sein d’organisations de jeunesse : il préside le Conseil de la Jeunesse d’Expression française (remplaçant Jean-Michel Javaux en 1999) et contribue à la rédaction du décret officialisant la reconnaissance des formations d’animateurs. Il préside aussi le Comité pour les relations internationales de la jeunesse, les Jeunes Socialistes (2001-2003) et Présence et Actions culturelles (2004-2006).

### Parcours politique

#### Au niveau local
Élu conseiller communal à Farciennes en octobre 2000, il entre ensuite au cabinet du président du gouvernement wallon. De 2002 à 2006, il est attaché de presse des ministres-présidents wallons Jean-Claude Van Cauwenberghe puis Elio Di Rupo. À ce titre, il siège au Bureau national du PS. En 2006, il devient chef de cabinet adjoint auprès de Christiane Vienne. L’année suivante, il rejoint le cabinet de Marc Tarabella.
Lors des élections communales d’octobre 2006, il est élu bourgmestre de Farciennes avec 1 324 voix de préférences. Il succède à Fabrice Minsart et dirige une majorité absolue du PS. Le 26 novembre 2011, il est désigné par le Parti socialiste, comme tête de liste, pour les élections communales. Le 14 octobre 2012, sa liste obtient près de 80 % des voix et 19 des 21 sièges disponibles au conseil communal. À titre personnel, il réalise un score de 2 203 voix de préférence . 
Parmi les projets qu’il défend à Farciennes figure le développement économique local à travers un plan stratégique sous forme de Contrat d’Avenir.
Il est également administrateur des Logements sociaux Sambre et Biesme, du Port autonome de Charleroi et de l’Intercommunale pour la collecte et la destruction des immondices (ICDI). En 2012, il est désigné « Carolo de l’Année » par SudPresse et Vivacité.
En mars 2014, apprenant l'élection du nouveau maire Julien Sanchez (Front national) de la ville de Beaucaire (Gard), il annonce vouloir « geler » le jumelage entre Farciennes et Beaucaire.

#### Au niveau régional
En 2009, il est second suppléant de la liste PS emmenée par Paul Magnette aux élections régionales. À ce titre, il est qualifié par les journaux du groupe Sudpresse comme « Obama » de la région de Charleroi et « étoile montante » du PS. Il obtient 5625 voix et à la suite de désistements successifs entre au Parlement wallon ainsi qu'au Parlement de la Communauté française de Belgique.
Il siège notamment dans les commissions Jeunesse, Environnement et Aménagement du Territoire. Il devient en fin de législature vice-président de la Commission de l’Environnement, de l’Aménagement du territoire et de la Mobilité (2011-2014), puis président de la Commission du Budget, des Finances, de l’Emploi, de la Formation et des Sports (2013-2014).

#### Au niveau européen
En 2014, il est désigné par le Parti Socialiste  pour occuper la 3e place effective lors des élections européennes du 25 mai 2014. Grâce à un score de 45 722 voix de préférence, il décroche un siège au Parlement européen. Il y siège au sein de la Commission des affaires économiques et monétaires ainsi que dans la Délégation à la Commission parlementaire mixte UE-Turquie.
En janvier 2015, il est nommé par le magazine du Parlement européen aux « MEP Awards 2015 », dans la catégorie « Newcomers » qui récompense les trois meilleurs nouveaux députés au sein de l’Assemblée européenne.
Il s’investit notamment en Commission des Affaires économiques et monétaires où il a axé son action sur deux priorités : la défense de l’investissement public et la justice fiscale. En janvier 2016, il est à l'initiative d'une déclaration signée par 385 députés européens, afin d’harmoniser au niveau européen le don des invendus alimentaires aux plus démunis.

## Implication dans le dossier du Sahara occidental
En décembre 2022, la RTBF révèle, dans son magazine #Investigation, la promiscuité de Hugues Bayet avec le pouvoir marocain et note plusieurs actions démontrant son implication dans le dossier du Sahara occidental. En mai 2022, Hugues Bayet lance le Comité belge de soutien au plan marocain d’autonomie du Sahara (COBESA), visant à inciter le gouvernement belge à soutenir la proposition marocaine sur le Sahara occidental. Cette initiative a suscité l’attention en raison de la participation de l’ambassadeur du Maroc lors de son inauguration, qui a également pris en charge certains frais liés à l’événement.
Des analyses ont relevé que Hugues Bayet avait exprimé des positions favorables au plan d’autonomie marocain, notamment lors d’une question posée à la Chambre des Représentants en octobre 2022. Cette déclaration a fait l’objet d’interrogations, certains membres du PS affirmant qu’il n’avait pas l’autorisation d’engager le parti sur cette question sensible. Cependant, le groupe PS à la Chambre a ensuite précisé que les propos du député reflétaient bien la ligne du parti.
Par ailleurs, des interventions médiatiques de Hugues Bayet sur le sujet ont été critiquées pour leur proximité avec la rhétorique officielle marocaine du roi Mohammed VI. Malgré ces controverses, aucune enquête officielle ne le met en cause dans des affaires de corruption liées à ce dossier.